# Andreea Răducan
Andreea Mădălina Răducan (Bârlad, 30 settembre 1983) è un'ex ginnasta rumena.
Il 4 agosto 2017 è stata eletta presidente della Federazione Romena di Ginnastica fino al 2021. Ha vinto sei ori in carriera tra Olimpiadi e Campionati mondiali, ma è conosciuta anche per un caso involontario di doping durante le Olimpiadi del 2000.
La Raducan cominciò a fare ginnastica a quattro anni e mezzo, rivelando, nel corso degli anni, particolari abilità a corpo libero e trave. Proprio questi due attrezzi la resero nota nel mondo della ginnastica, grazie sia al grado di difficoltà degli elementi presentati che alla qualità delle coreografie.

## Carriera sportiva

### 1993-1996
La prima competizione come ginnasta d'élite sono i Campionati Nazionali Juniores del 1993, dove, a soli dieci anni, vince l'oro al corpo libero. Nel 1996 viene selezionata per la squadra nazionale juniores. Nello stesso anno si rompe il gomito e viene operata.

### 1997
Raducan gareggia ai Campionati Nazionali, dove si piazza seconda nell'all-around junior, e viene convocata, insieme a Nicoleta Onel, Ramona Socarici, Olimpia Popa, Draguta Dobre ed Elena Oprea per i Campionati Internazionali a Squadre di Cincinnati. Contribuisce alla medaglia di bronzo a squadre, con un 8.850 al volteggio, un 9.025 alla trave e un 9.050 al corpo libero.

### 1998
Partecipa ai Campionati Nazionali, dove vince una medaglia di bronzo nell'all-around juniores.
Viene convocata, insieme a Olimpia Popa, Emanuela Ungurean, Andreea Isarescu (che poi gareggia con la squadra senior per rimpiazzare l'infortunata Alexandra Dobrescu), Elena Oprea e Daniela Trandafir per i Campionati Internazionali a Squadre a Knoxville. Si piazza seconda nell'all-around con un totale di 36.737 punti (9.062 al volteggio, 8.725 alle parallele, 9.500 alla trave e 9.450 al corpo libero) e terza con la squadra.
Viene convocata, nella categoria juniores, anche per gli Europei di san Pietroburgo, tenutisi dal 30 aprile al 3 maggio: vince l'argento con la squadra, contribuendo al totale con un 9.100 al volteggio, un 9.050 alle parallele, un 9.475 alla trave e un 9.537 al corpo libero. Si piazza quarta nell'all-around con un totale di 37.467 (9.043 al volteggio, 9.037 alle parallele, 9.625 alla trave e 9.762 al corpo libero). Riesce a vincere l'argento alla trave con 9.650 e il bronzo al corpo libero con 9.712.
A Nagoya gareggia alla Chunichi Cup con la compagna di squadra Simona Amânar, piazzandosi al settimo posto nell'all-around con un totale di 37.100 (9.275 al volteggio, 8.625 alle parallele, 9.650 alla trave e 9.550 al corpo libero). Nelle finali ad attrezzo, si piazza quarta al volteggio, settima alle parallele, prima alla trave (9.750) e terza al corpo libero (9.662)

### 1999
La prima annata nella categoria senior include un secondo posto nell'all-around e un terzo posto al volteggio ai Campionati Nazionali.
Partecipa poi a varie amichevoli, contro Paesi Bassi, Spagna e Germania, Italia e Bulgaria, e poi di nuovo contro la Spagna, sempre vinte dalla squadra rumena. Gareggia ai Campionati Internazionali a Squadre, tenutisi a Richmond, dove la squadra rumena vince l'oro: la Raducan contribuisce con un 9.387 al volteggio, un 9.600 alle parallele, un 9.750 al corpo libero e 9.550 alla trave, il che le vale inoltre il quarto posto nell'all-around.
Partecipa anche a diverse tappe di Coppa del Mondo, riuscendo a vincere medaglie: seconda al corpo libero, terza al volteggio e quarta alle parallele al Samboo International a Pusan; al Grand Prix di Zurigo è seconda al corpo libero e al volteggio, e terza alle parallele e alla trave.
Alla fine della stagione, gareggia al Grand Prix di Glasgow: oro alla trave (9.800), bronzo al corpo libero (9.675), sesta a parallele e volteggio. Al Memorial Gander di Morges è terza nell'all-around con 9.750 alla trave, 9.225 al corpo libero e 9.575 alle parallele.) Al Trofeo Massilia a Marsiglia vince l'oro a squadre con le compagne Maria Olaru e Simona Amânar; durante la gara a squadre viene contato anche il punteggio individuale, che le permette di vincere l'argento nel concorso generale (38.662), mentre nelle finali ad attrezzo vince l'argento alla trave (9.700) e l'oro al corpo libero (9.750).

#### Campionati del Mondo di Tientsin
Viene convocata, insieme a Simona Amânar, Maria Olaru, Corina Ungureanu, Loredana Boboc e Andreea Isarescu, per gareggiare ai Mondiali di Tientsin, dal 9 al 16 ottobre.
Durante la fase di qualifica, la Romania si garantisce l'accesso alla finale con il primo punteggio (154.394). Il totale individuale della Raducan è di 38.755 (9.568 volteggio, 9.800 corpo libero, 9.812 trave, 9.575 parallele) il che le garantisce l'accesso alla finale all-around con il secondo punteggio, oltre che l'accesso alla finale a trave (col primo punteggio) e al corpo libero (con il secondo punteggio).
Durante la finale a squadre, la Raducan contribuisce al quarto titolo mondiale consecutivo della Romania gareggiando su tutti gli attrezzi (9.468 volteggio, 9.800 corpo libero, 9.687 trave, 9.612 parallele).
Nella finale all-around, si piazza quinta con un totale di 38.617 (9.418 volteggio, 9.612 parallele, 9.837 corpo libero, 9.750 trave).
Nelle finali ad attrezzo vince il titolo mondiale al corpo libero (9.837) e l'argento alla trave (9.762).

### 2000
Partecipa ad un'amichevole contro Spagna, Gran Bretagna ed Ucraina, dove la Romania vince l'oro a squadre, ed Andreea vince una medaglia in tutte le specialità (oro all-around e al corpo libero, argento alla trave e al volteggio, bronzo alle parallele).
Partecipa alla tappa di Coppa del Mondo a Cottbus: non si qualifica alla finale al corpo libero (8.875, diciottesima) ma si qualifica a trave (terzo punteggio, 9.700) e a volteggio (9.250, ottava); nelle finali ad attrezzo, si piazza settima al volteggio (9.231) e seconda alla trave (9.763); passa così alla finalissima a due di quest'ultimo attrezzo contro Svetlana Chorkina, dove viene battuta (9.825 a 9.800).
Gareggia poi a un'altra tappa di Coppa del Mondo, a Montreux, dove si qualifica a tutte le finali ma disputa solo le finali a due alla trave (contro Liu Xuan) e al corpo libero (contro la Chorkina), vincendole entrambe (9.800 e 9.750 rispettivamente).
A livello nazionale, vince l'argento alla trave ai Campionati Internazionali di Romania, e ai Campionati Nazionali vince l'oro alla trave, al volteggio, nell'all-around (a pari merito con Simona Amânar) e l'argento al corpo libero.
Alla fine dell'anno, gareggia di nuovo sul circuito di Coppa del Mondo, dove vince l'oro al corpo libero e l'argento individuale e alla trave alla Chunichi Cup a Nagoya, e a dicembre partecipa alla finale della Coppa del Mondo ad attrezzo a Glasgow, dove vince l'oro alla trave (9.650) e al corpo libero (9.687) e il bronzo alle parallele (9.425) mentre arriva quinta al volteggio (9.312).
La sua ultima gara dell'anno è il Trofeo Massilia, dove vince l'oro a squadre (77.513), gareggiando con Amanar e Olaru, l'argento all-around (38,250), l'oro al volteggio (9.713), e l'argento al corpo libero (9.750). Non vince medaglie a trave (9.100 a causa di una caduta) e alle parallele (9.475).

#### Europei di Parigi
Partecipa, insieme a Simona Amânar, Andreea Isarescu e Loredana Boboc, agli Europei di Parigi dall'11 al 14 maggio. La squadra totalizza 114.703 punti e vince la medaglia di bronzo. La Raducan gareggia su tutti e quattro gli attrezzi (9.387 al volteggio, 9.600 alle parallele, 9.850 alla trave, 9.787 al corpo libero) e si qualifica alla finale all-around e alle finali di trave e corpo libero.
Nel concorso generale si piazza sesta con un totale di 38.331 punti (9.331 volteggio, 9.650 corpo libero, 9.750 trave, 9.600 parallele).
Nelle finali ad attrezzo, 9.812 punti le bastano per vincere un argento a pari merito con Elena Produnova e Viktoria Karpenko al corpo libero; alla trave, invece, si piazza quinta con 9.475.

#### Olimpiadi di Sydney
La Raducan viene convocata, insieme a Simona Amânar, Maria Olaru, Andreea Isarescu, Loredana Boboc e Claudia Presăcan, per le Olimpiadi di Sydney 2000.
La squadra rumena gareggia, il 16 settembre, nella terza sessione di qualificazione, e con un punteggio di 153.991 si piazza seconda dietro alla Russia. Individualmente, un totale nell'all-around di 38.717 punti (9.675 alla trave, 9.737 al corpo libero, 9.562 alle parallele e 9.743 al volteggio) le garantisce la qualificazione alla fase finale al secondo posto dietro a Svetlana Chorkina. Per quanto riguarda le finali ad attrezzo, si qualifica al secondo posto al volteggio e al terzo al corpo libero.
Durante la finale a squadre del 18 settembre, la Romania comincia a gareggiare durante la terza rotazione; infatti lo svolgimento delle finali a squadre di allora non prevedeva che i collettivi gareggiassero tutti in contemporanea. La Romania vince, con un totale di 154.608, il suo primo oro a squadre in un'Olimpiade non boicottata (avevano già vinto alle Olimpiadi di Los Angeles 1984 ma l'URSS non aveva partecipato). In questa gara la Raducan contribuisce su tutti gli attrezzi (9.712 volteggio, 9.762 corpo libero, 9.837 trave, 9.550 parallele), e il totale le vale il primo posto nella classifica individuale (virtuale) davanti a Yang Yun e alla Olaru.
Nelle finali ad attrezzo del 24 e 25 settembre, la Raducan vince un argento al volteggio (9.693) e si piazza settima al corpo libero (9.275).
Il 21 settembre, con un totale di 38.893 (9.706 volteggio, 9.575 parallele, 9.787 trave, 9.825 corpo libero) la Raducan si laurea campionessa olimpica nell'all-around, e diventa così la prima ginnasta rumena a vincere tale medaglia dopo Nadia Comăneci alle Olimpiadi del 1976.
Con lei sul podio salgono anche le sue connazionali, Amanar ed Olaru, seconda e terza rispettivamente. La Romania diventa così il secondo (e ultimo, dal momento che tre anni dopo la massima rappresentanza di una nazione nell'all-around viene ristretta a due atleti/e) paese nella storia della ginnastica artistica a vincere tutte le medaglie dell'all-around femminile alle Olimpiadi (il primo fu l'URSS alle Olimpiadi del 1960).
Il 25 settembre viene recapitato un fax al Comitato Olimpico e Sportivo Rumeno allo scopo di informare la delegazione del fatto che la Raducan aveva fallito un controllo antidoping. Dopo la gara la delegazione rumena si reca alla sede del Comitato Olimpico Internazionale, posta all'Hotel Renaissance di Sydney durante i Giochi, dove, insieme ai presidenti di Federazione rumena di ginnastica, Comitato Olimpico Rumeno e Istituto Rumeno della Medicina Sportiva, cercano di spiegare l'accaduto alla commissione esecutiva del CIO, sottolineando come non avessero mai cercato di fare uso di doping. Il dottore della squadra, Ioachim Oana, ammette di aver somministrato alla ginnasta, senza pensarci, una pillola di Nurofen, un medicinale a base di ibuprofene; ammette inoltre di non sapere dell'esistenza di due diverse versioni di Nurofen in commercio, una con efedrina (sostanza allora proibita dalla commissione medica del CIO, rimossa dalla "lista nera" nel 2004 ma reintrodotta nel 2010) e una senza.
Dopo un'attenta riflessione dei commissari del CIO, questi ultimi annunciano alla delegazione che la decisione finale, in merito alla loro richiesta di ritirare l'oro individuale alla ginnasta, nonché di squalificare il dottore della squadra per quattro anni, sarebbe stata presa dai vertici del comitato, scatenando la rabbia degli allenatori che minacciano di lasciare le Olimpiadi. Poche ore dopo, viene comunicata la decisione del CIO, che è quella di squalificare l'atleta appellandosi alla loro campagna "Zero tolleranza" istituita insieme alla WADA; i membri del CIO sottolineano come non si fossero appellati alle intenzioni della delegazione («non abbiamo considerato l'intenzione, è la presenza della sostanza che significa doping»), pur esprimendo simpatia verso la Raducan e ritenendola innocente; a sostegno di quest'ultimo punto, alla ginnasta non viene proibito né di continuare a gareggiare, né di rimanere nel villaggio olimpico; in ogni caso, insieme all'allenatrice Mariana Bitang, la Raducan lascia il villaggio per allontanarsi dalla stampa e trovarsi in un luogo più vicino all'hotel dove si sarebbero svolti molti incontri con il CIO.
Il 28 settembre, la Raducan si presenta al Tribunale Arbitrale dello Sport in un ultimo tentativo di riavere la sua medaglia; la corte si trova però d'accordo con il CIO nel ritirare l'oro. La Raducan denuncia il Comitato Olimpico a dicembre dello stesso anno, con l'obiettivo di ottenere scuse e dichiarazione pubblica della sua innocenza da parte dei membri del Comitato, ma la sua denuncia viene respinta.
Dopo lo scandalo, la Raducan riceve molto supporto da parte di fan della ginnastica e dello sport in generale provenienti da tutto il mondo, e soprattutto dalla popolazione rumena: al suo ritorno da Sydney il 30 settembre di quell'anno, giorno anche del suo compleanno, più di mille persone (tra cui il presidente Emil Constantinescu) accolgono lei e la delegazione tutta all'aeroporto. In patria fu inoltre organizzata una colletta per ricompensarla adeguatamente, dal momento che il governo non avrebbe pagato per la vittoria dell'oro all-around, essendo stato ritirato; dei gioiellieri rumeni le regalano inoltre una medaglia fatta di vero oro.
La campionessa olimpica ufficiale, Simona Amânar, afferma di non sentire sua la medaglia, in quanto vinta dalla Raducan, ed «appartenente a lei». La ginnasta cinese Liu Xuan, che viene promossa dal quarto posto al bronzo, esprime il suo supporto per la Raducan, affermando che la riteneva "molto brava", e che non credeva possibile l'accaduto, in quanto nella ginnastica «è necessario solo basarsi sulle proprie capacità, non ci sono droghe che possano farti gareggiare meglio».
Simona Amânar non restituisce però la medaglia alla Raducan, in quanto quest'ultima ritenne giusto che la medaglia rimanesse a chi l'aveva vinta ufficialmente.

### 2001
La Raducan ritorna alle gare partecipando ai Campionati Internazionali Rumeni a Ploiești, dove vince l'oro nell'individuale (36,863), alla trave (9,500), al corpo libero (9,550) e al volteggio (9,237). Partecipa ad incontri amichevoli contro la squadra britannica e quella olandese, ed in entrambi prevale la squadra rumena. Non riesce a difendere il suo titolo di campionessa nazionale all around, e vince il bronzo (37,575). Vince però l'oro al volteggio (8,900), alla trave e al corpo libero (9,750 e 9,662 rispettivamente).
Alla Chunichi Cup di Nagoya vince il titolo al volteggio (9.275), l'argento alla trave (9.675) e si piazza quarta nell'all-around(9,000 al corpo libero, 8,500 alle parallele, 9,137 al volteggio e 9,600 alla trave per un totale di 36.237). Partecipa al Trofeo Massilia a Marsiglia, dove vince l'oro individuale (37.338), con la squadra, al volteggio (9.363), e alla trave (9.625). Vince inoltre l'argento al corpo libero (9.350).

#### Campionati Mondiali di Gand
Viene convocata, insieme a Sabina Cojocar, Loredana Boboc, Andreea Ulmeanu, Carmen Ionescu e Silvia Stroescu, per partecipare ai Mondiali di Gant, dal 31 ottobre al 3 novembre. Durante la fase di qualifica, la squadra rumena totalizza il primo punteggio (146,646) e Andreea, grazie a un totale individuale di 36,936 (9,312 volteggio, 8,662 parallele, 9,537 trave e 9,425 corpo libero) si qualifica al secondo posto per la finale all-around, nonché alle finali di volteggio, trave e corpo libero.
Durante la finale a squadre, poi vinta per la quinta volta consecutiva dalla Romania, la Raducan è l'unica ginnasta della sua squadra a gareggiare su tutti e quattro gli attrezzi, contribuendo al totale di squadra (110,209) con 9,425 al volteggio, 8,525 alle parallele, 9,675 alla trave e 9,562 al corpo libero. Nell'all-around vince il bronzo con un totale di 36,949 (9,350 volteggio, 9,475 trave, 9,262 corpo libero, 8,862 parallele); nelle finali ad attrezzo si riconferma campionessa del mondo al corpo libero (9,550), vince il bronzo al volteggio (9,243), e l'oro alla trave (9,662).

### 2002
In coppia con Marian Drăgulescu contribuisce all'oro a squadre del Grand Prix di Brno con un punteggio di 9,400 alla trave. Partecipa in seguito alla Li Ning Cup a Pechino dove gareggia male, piazzandosi quarta al volteggio (9,044) e cadendo alla trave (8,875 e sesto posto) e al corpo libero (8,738 e quarto posto). Partecipa in seguito ai Campionati Nazionali, dove vince l'oro con la squadra di Costanza, la Farul Constanta e vince il bronzo a corpo libero (9,450). Si piazza però settima alla trave (8,750).
Partecipa ad altre due tappe di Coppa Del Mondo: a Glasgow gareggia solo su due attrezzi, la trave e il corpo libero, accedendo alle finali di entrambi (9,400 alla trave e 9,300 al corpo libero); vincerà poi il titolo sui "10 cm" (9,550) e l'argento al corpo libero (9,225). Agli Internationaux de France di Parigi vince l'oro alla trave (9,250) e il bronzo al corpo libero (9,100). Gareggia al Trofeo Massilia a Marsiglia dove contribuisce alla medaglia d'oro a squadre e vince individualmente alla trave (9,638). Partecipa in seguito ai Mondiali di Debrecen, in Ungheria, dove gareggia soltanto alla trave. Durante la fase di qualifica ottiene 9,312, il terzo miglior punteggio, e passa alla semifinale, dove però cade e ottiene il decimo punteggio (8,675), che non basta per la finale ad 8.

#### Il ritiro
L'ultima gara della sua carriera è la finale di Coppa del Mondo ad attrezzo di Stoccarda. Qualificatasi anche alla finale di trave, decide di gareggiare solo a corpo libero, dove però chiude settima con 8,637 dopo un ultimo esercizio pieno di errori. Come ragioni per il ritiro, cita ufficialmente la scarsa volontà sia di gareggiare che di sottostare alle richieste degli allenatori, problemi di peso, ed un infortunio al ginocchio che persisteva fin dall'anno prima.

## Musica del corpo libero
- 1997: "Pulstar" e "Alpha" di Vangelis[47]
- 1998-2001: "Las Carretas del Rocio" dell'Orchestra Sinfonica di Juan Alfonso[48]
- 2000: "Reel Around The Sun" dall'album Riverdance di Bill Whelan[49]
- 2001: "Eclipse" di René Dupere dall'album Nouvelle Expérience del Cirque du Soleil[50]
- 2002: "Meet Her At The Love Parade" dei Da Hool; "Right In The Night" dei Jam & Spoon feat. Plavka[51]

## Dopo il ritiro
Nel 2010 la Raducan pubblica un libro intitolato Reversul Medaliei ("L'altro lato della medaglia"), tradotto anche in inglese nel 2013 ("The Other Side Of The Medal"). Nel 2011 presenta il programma itinerante Fabrica de Medalii ("Fabbrica di Medaglie"), nel quale ogni puntata si occupa di un club di ginnastica in Romania, anche tra i più famosi, come ad esempio l'ex centro di allenamenti della nazionale femminile (le ospitò dagli anni 70 al 2008), Deva, e Izvorani, allora e fino al 2016 centro di allenamento ufficiale. Oltre a questo programma, la Raducan ne ha presentati altri riguardanti lo sport rumeno. In patria esiste inoltre un torneo per principianti che prende il suo nome.
Dopo il suo ritiro, è per un breve periodo promoter di un'agenzia turistica di Bucarest e nel 2004 lavora come commentatrice e inviata di TVR per le Olimpiadi di Atene. Oggi, oltre che presidentessa della Federazione Nazionale di ginnastica, è la presidentessa della sezione marketing del Comitato Olimpico e Sportivo Rumeno. Prima di candidarsi alla presidenza della FRG, è stata team manager delle atlete junior agli Europei di Berna 2016. Dal 2015 fa inoltre parte dei progetti "Tara, tara, vrem campioane" e "Hai cu noi in tara campionilor" della Petrom per promuovere la ginnastica a livello nazionale.

## Filmografia
- Denisa Morariu e Adrian Robe, The Golden Girl, HBO Europe, 2020.